# Fernand Perrot-Migeon
Fernand Perrot-Migeon, né le 3 août 1900 à Gendrey (Jura) et mort le 31 mars 1964 à Marnay (Haute-Saône), est un homme politique français.

## Détail des fonctions et des mandats
Mandat parlementaire
- 18 mai 1952 - 7 juin 1958 : Sénateur de la Haute-Saône